# Подольская епархия
Подо́льская епа́рхия — епархия Русской православной церкви, объединяющая приходы и монастыри в южной части Московской области (в границах округов: Подольск, Люберцы, Котельники, Лыткарино, Серпухов, Домодедово, Чехов, Ступино, Ленинский (центр — город Видное)). Входит в состав Московской митрополии.

## История
Подольское викариатство Московской епархии учреждено в 1920 году. Поименовано по городу Подольску Московской области.
13 апреля 2021 года решением Священного Синода Русской православной церкви была образована отдельная Подольская епархия с включением её в состав новообразованной Московской митрополии

## Архиереи
Подольское викариатство
- Петр (Полянский) (25 сентября 1920 — 24 января 1924)
- Иринарх (Синеоков-Андриевский) (октябрь — декабрь 1924) в/у
- Серафим (Силичев) (15 июня 1926 — 30 июня 1927)
- Иннокентий (Летяев) (2 ноября 1927 — 18 мая 1932)
- Александр (Похвалинский) (2—20 октября 1932)
- Памфил (Лясковский) (20 октября 1932 — 11 августа 1933)
- Иоанн (Соколов) (14 мая — 4 сентября 1934)
- Иоанн (Вендланд) (28 декабря 1958 — 30 июня 1960)
- Никодим (Ротов) (10 июля — 23 ноября 1960)
- Киприан (Зёрнов) (6 августа — 14 ноября 1961)
- Леонтий (Гудимов) (14 января 1962 — 22 декабря 1964)
- Владимир (Котляров) (5 февраля 1965 — 19 ноября 1966)
- Гермоген (Орехов) (25 декабря 1966 — 25 июня 1971)
- Серапион (Фадеев) (5 марта 1972 — 17 апреля 1975)
- Никанор (Юхимюк) (30 ноября 1979 — 12 апреля 1980)
- Владимир (Иким) (30 июля 1985 — 20 июля 1990)
- Виктор (Пьянков) (20 июля 1990 — 19 июля 1999)
- Иларион (Алфеев) (17 июля 2002 — 7 мая 2003)
- Тихон (Зайцев) (26 апреля 2009 — 13 апреля 2021)

Подольская епархия
- Аксий (Лобов) (с 13 апреля 2021 года)

## Благочиния
Епархия разделена на 9 церковных округов (По состоянию на октябрь 2022 года[значимость факта?]):
| № | Округ                    | Территория                      | Разделение и переименование        |
| - | ------------------------ | ------------------------------- | ---------------------------------- |
| 1 | Видновское благочиние    | Ленинский городской округ       |                                    |
| 2 | Домодедовское благочиние | городской округ Домодедово      |                                    |
| 3 | Люберецкое благочиние    | городской округ Люберцы         |                                    |
| 3 | Люберецкое благочиние    | городской округ Котельники      |                                    |
| 3 | Люберецкое благочиние    | городской округ Лыткарино       |                                    |
| 4 | Малинское благочиние     | часть городского округа Ступино | отделено от Ступинского благочиния |
| 5 | Подольское благочиние    | городской округ Подольск        |                                    |
| 6 | Серпуховское благочиние  | городской округ Серпухов        |                                    |
| 7 | Ступинское благочиние    | часть городского округа Ступино | отделено Малинское благочиние      |
| 8 | Чеховское благочиние     | муниципальный округ Чехов       |                                    |
| 9 | Монастырское благочиние  |                                 |                                    |

## Монастыри
В составе епархии действуют 1 мужских и 3 женских монастыря:
Мужские
| # | Изображение | Название                      | Время основания | Настоятель монастыря                 | Местонахождение                              |
| - | ----------- | ----------------------------- | --------------- | ------------------------------------ | -------------------------------------------- |
| 1 |             | Вознесенская Давидова пустынь | 1515 год        | Игумен Сергий (Куксов) (с 2011 года) | муниципальный округ Чехов, посёлок Новый Быт |

Женские
| # | Изображение | Название                                            | Время основания | Настоятельница монастыря     | Местонахождение                           |
| - | ----------- | --------------------------------------------------- | --------------- | ---------------------------- | ----------------------------------------- |
| 1 |             | Свято-Троицкий Белопесоцкий монастырь               | 1498 год        | Игумения Агния (Сударикова)  | город Ступино, Белопесоцкая улица         |
| 2 |             | Серпуховской Введенский Владычний женский монастырь | 1360 год        | Игумения Алексия (Петрова)   | город Серпухов, Октябрьская улица, 40     |
| 3 |             | Серафимо-Знаменский скит                            | 1910 год        | Игумения Иннокентия (Попова) | Городской округ Домодедово, село Битягово |

### Ставропигиальные монастыри
На территории Подольской епархии также находятся четыре ставропигиальных монастыря: Высоцкий монастырь, Николо-Угрешский монастырь, Крестовоздвиженский иерусалимский монастырь и Свято-Екатерининский монастырь.
В Николо-Угрешском монастыре находится Николо-Угрешская духовная семинария, а с 27 апреля 2021 года, согласно указу патриарха Кирилла, там также располагается резиденция митрополитов Крутицких и Коломенских и управление Московской митрополией и Коломенской епархией.
| # | Изображение | Название                                                | Время основания | Наместник монастыря                                                                            | Местонахождение                                 |
| - | ----------- | ------------------------------------------------------- | --------------- | ---------------------------------------------------------------------------------------------- | ----------------------------------------------- |
| 1 |             | Высоцкий ставропигиальный мужской монастырь             | 1374 год        | Епископ Серпуховской Роман (Гаврилов), викарий Патриарха Московского и всея Руси (с 2011 года) | город Серпухов, Калужская улица, 5/3            |
| 2 |             | Николо-Угрешский ставропигиальный мужской монастырь     | 1380 год        | иеромонах Мефодий (Зинковский)                                                                 | город Дзержинский, площадь Святителя Николая, 1 |
| 3 |             | Свято-Екатерининский ставропигиальный мужской монастырь | 1658 год        | Епископ Видновский Тихон (Недосекин), викарий Патриарха Московского и всея Руси (с 1992 года)  | город Видное, Петровский проезд, владение 21    |
| 4 |             | Крестовоздвиженский Иерусалимский монастырь             | 1865 год        | игумения Екатерина (Чайникова)                                                                 | городской округ Домодедово, село Лукино         |